# Historic England
A Historic England (oficialmente Historic Buildings and Monuments Commission for England) é um órgão público não-departamental executivo do Governo Britânico, patrocinado pelo Department for Digital, Culture, Media and Sport (DCMS). Tem a tarefa de proteger o ambiente histórico da Inglaterra preservando e listando edifícios históricos, programando monumentos antigos, registrando Parques e Jardins históricos e aconselhando os governos central e local.

## Histórico
O órgão foi oficialmente criado pelo National Heritage Act 1983, e operado de abril de 1984 a abril de 2015 com o nome de English Heritage. Em 2015, após as mudanças na estrutura da English Heritage e a passagem da proteção daquela coleção para o setor voluntário no English Heritage Trust, o órgão que permaneceu foi rebatizado como Historic England. A Historic England tem uma missão semelhante e complementa o trabalho da Natural England, que visa proteger o meio ambiente.